# یوهین سورکین
یوهین سورکین (بلاروسی: Яўген Мікалаевіч Цуркін؛ زادهٔ ۹ نوامبر ۱۹۹۰) ورزشکار ورزش شنا اهل بلاروس است.
وی در مسابقات کشوری و بین‌المللی در مجموع برندهٔ ۳ مدال طلا، ۲ مدال نقره و ۸ مدال برنز شده‌است.